# Maritje Appel
Maritje Appel-de Waart (Marken, 18 januari 1947) is een Nederlands oud-burgemeester voor de PvdA.
Zij begon in 1993 haar burgemeesterscarrière in de gemeente Olst, gelegen aan de IJssel. Hier kreeg zij begin jaren 90 te maken met dreigende overstromingen toen alle grote rivieren buiten hun oevers traden. Op 1 oktober 1997 werd ze burgemeester van Bergh.

## Burgemeestersreferendum
Toen bekend werd dat deze gemeente zou worden opgeheven, solliciteerde ze in Delfzijl, waar in 2003 de burgemeester was afgetreden. De Delfzijlster gemeenteraad besloot een burgemeestersreferendum uit te schrijven, het eerste waarbij twee vrouwen het tegen elkaar opnamen. Appels tegenkandidate was Jon Hermans (VVD). In de campagne deelde ze appels uit aan het winkelend publiek, hopend op meer naamsbekendheid. Toen Appel Hermans verweet afspraken aan te gaan zonder haar daarvan in kennis te stellen, nam Hermans dat hoog op. Zij wilde zich zelfs terugtrekken. Pas na bemiddeling door commissaris van de Koningin Hans Alders en waarnemend burgemeester Henk van Hoof zag zij hiervan af. Op 25 februari 2004 koos 64% van de stemmers voor Appel. Per 1 mei 2004 begon zij aan haar burgemeesterschap van Delfzijl.
Begin 2006 kreeg zij een conflict met de wethouders van Delfzijl over de positie van de gemeentesecretaris. Omdat de collegepartijen hun wethouders steunden, diende Appel op 14 februari 2006 haar ontslag in. Kort daarop maakte ze bekend met de FPU te gaan.